# Płyta adriatycka

Płyta eurazjatycka zaznaczona na zielono

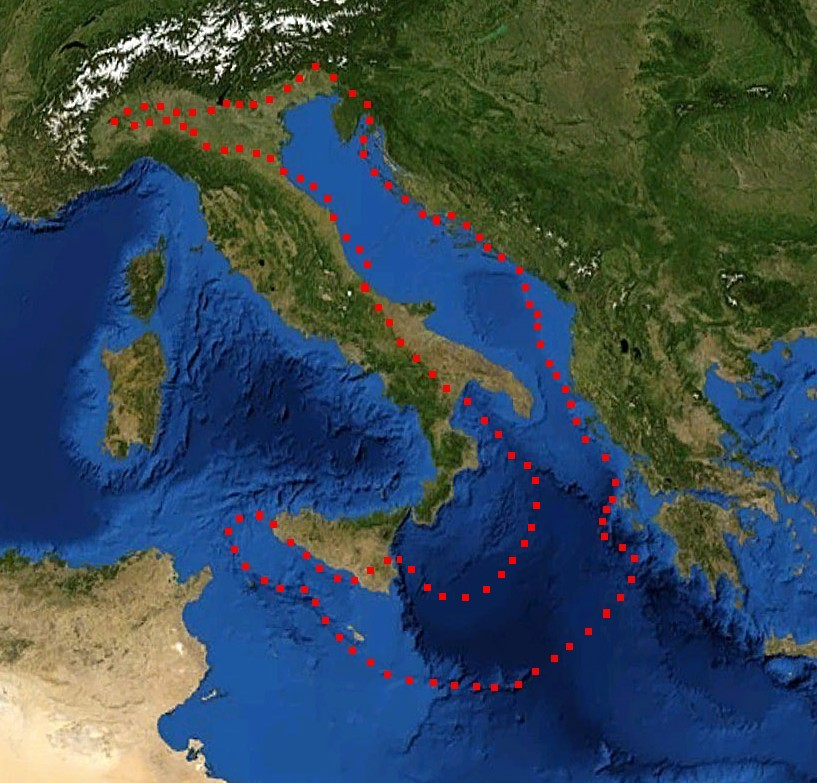
Płyta adriatycka

Płyta adriatycka (ang. Apulian Plate) – niewielka płyta tektoniczna (mikropłyta), położona w środkowej części Morza Śródziemnego. Obejmuje Półwysep Apeniński i Morze Adriatyckie.
Położona między płytą eurazjatycką na północy i wschodzie, a płytą afrykańską na południu i południowym zachodzie.
Jej północno-wschodnia część (pod Adriatykiem) zbudowana jest ze skorupy oceanicznej a część południowo-zachodnia (pod Półwyspem Apenińskim) ze skorupy kontynentalnej.
Zdaniem większości autorów jest częścią płyty eurazjatyckiej. Niektórzy uważają ją za odłączony fragment płyty afrykańskiej.